# Fuengirola Potros
Fuengirola Potros es un club deportivo de fútbol americano con sede en Fuengirola (Andalucía) España. Compite en la Serie A de la Liga Nacional de Fútbol Americano

## Historia
Fundado en Coín en 2011, el equipo se mudó a Fuengirola en la temporada 2013-14. Tras ganar 3 campeonatos de la Liga de Andalucía en 2016, 2017 y 2018, debutan en la Serie A de la LNFA en la temporada 2019, convirtiéndose en el primer equipo malagueño en competir en la máxima categoría. Tras conseguir la permanencia en sus tres primeras temporadas en la elite nacional, en 2022 afrontan su décima temporada asentados en la élite del fútbol americano español. 
Actualmente disputan la Serie B, en un año de renovación y reafirmación de su juego con un nuevo mando de su sistema, pasando el coach Nacho Ponce la batuta a Kevin Prior el cual afronta la dirección del nuevo proyecto deportivo del equipo. (2024).
Disponen de un equipo de Flag football, una modalidad del fútbol americano. En este, participan todo tipo de personas, desde los 15 años.